# Vulgarismus

Vulgarismus (také vulgarita nebo sprosté slovo) je slovo, které vyjadřuje negativní a silně emotivní postoj k věci či člověku, vůči nimž je směrováno. Používání sprostých slov v psaném i mluveném projevu je většinou společnosti považováno za nevhodné. Vulgarity se používají jako nadávka nebo jako prostředek k uvolnění vnitřního napětí (klení), popřípadě i pro jejich používání při významových konotacích v textu.
V českém jazyce se sprostá slova téměř vždy týkají tabuizovaných témat, kterými jsou sexuální chování, postižení a vylučování moči nebo stolice.

## Obecně
V některých kulturách jsou vulgarismy tabuizovány tak, že použití na veřejnosti může být trestné. V některých zemích jsou filmová, televizní a rozhlasová díla za určitých okolností cenzurována, aby vulgarismy neobsahovala.
Někteří lidé namísto sprostých slov používají slova, která sama o sobě nejsou vulgarismem, ale začínají na stejné písmeno či slabiku jako jejich vulgární protějšky (houby, do prkénka, do pytle, kurník, apod.) či se rýmují (do koudele, do zádele). Tím obcházejí veřejnou cenzuru nebo uspokojují vlastní zábrany. Takové slovo pak může žít vlastním životem.
Sprostá slova někdy pocházejí z cizího jazyka, se kterým se dané obyvatelstvo často stýká (např. české kunda pochází zřejmě z latinského cunnus a do češtiny se dostalo přes středohornoněmecké kunt).
Jedním z dalších zdrojů sprostých slov je změna významu. Například slovo šukat znamenalo původně pouze pohybovat se v malém prostoru (je tak použito třeba v knize Babička od Boženy Němcové, v Haškově Švejkovi psaném kolem roku 1920 nebo v F. L. Věkovi od Aloise Jiráska), zatímco dnes je užíváno výhradně jako vulgární výraz pro pohlavní styk. Podobný význam slova je zachován v polštině, která se od češtiny oddělila („szukać“ znamená „hledat“), i ve vzdálenější ukrajinštině („шукати“). Podobný vývoj prodělalo dávno před tím slovo mrdat, které původně označovalo jen rychlý pohyb. Tento význam zůstal slovu ve slovenštině („mrdnúť plecom“ = pohodit ramenem) či srbštině (srbský jazykolam „na vrh brda vrba mrda“ = na vrchu hory se hýbe vrba – míněno „ve větru“).

## Zajímavosti
V roce 2010 obdržel Ig Nobelovu cenu za mír výzkum potvrzující tlumení bolesti nadávkami.